# Libramont-Chevigny
Libramont-Chevigny  ist eine belgische Gemeinde im Bezirk Neufchâteau der Provinz Luxemburg.
Die Gemeinde besteht aus den acht Ortschaften Bras, Freux, Libramont, Moircy, Recogne, Remagne, Sainte-Pierre-Chevigny und Saint-Pierre.

## Geografie und Geschichte
Libramont liegt in 500 m Meereshöhe an zentraler Stelle der südöstlichen Ardennen. Hier befindet sich ein Stern von Wasserscheiden mehrerer Flüsse. Im Uhrzeigersinn
- nach Norden die Ourthe
- nach Osten die Géronne, ein rechter Nebenfluss der  Sûre (Sauer)
- nach Süden die Vierre, ein rechter Nebenfluss der Semois
- nach Nordwesten die Lesse

Gefördert durch diese Lage ist es ein Verkehrsknoten sowohl des Straßen- als auch des Schienennetzes.
Die erste sichere urkundliche Erwähnung von Chevigny stammt aus einer Urkunde von 888, in der König Arnulf dem Marienstift zu Aachen bestätigt, auch "Besitz in Cauiniaco" zu haben (MGH DArn Nr. 031).

## Kultur und Sehenswürdigkeiten
- Kommunale Bibliothek
- Kulturzentrum
- Kino CinéPointCom
- Messehalle
- Haus der Jugend
- Museum der Kelten

## Verkehr
Die Gemeinde besitzt einen Bahnhof an der Bahnstrecke Namur–Luxemburg, zudem endet hier die Bahnstrecke Athus–Libramont. Früher bestand noch Anschluss an die stillgelegte Bahnstrecke Libramont–St Vith.

## Söhne und Töchter der Gemeinde
- Marie Howet (1897–1984), Illustratorin und Malerin des Expressionismus
- Jules Collignon (1915–1944), römisch-katholischer Geistlicher und Märtyrer
- Hughes de Fierlant (* 1942), Autorennfahrer
- Jonathan Henrion (* 1982), Radrennfahrer
- Aline Zeler (* 1983), Fußballspielerin und Trainerin
- Jodie Devos (1988–2024), Opernsängerin
- Fiona Ferro (* 1997), französische Tennisspielerin
- Jérôme Déom (* 1999), Fußballspieler
- Arnaud De Lie (* 2002), Radrennfahrer

## Weblinks

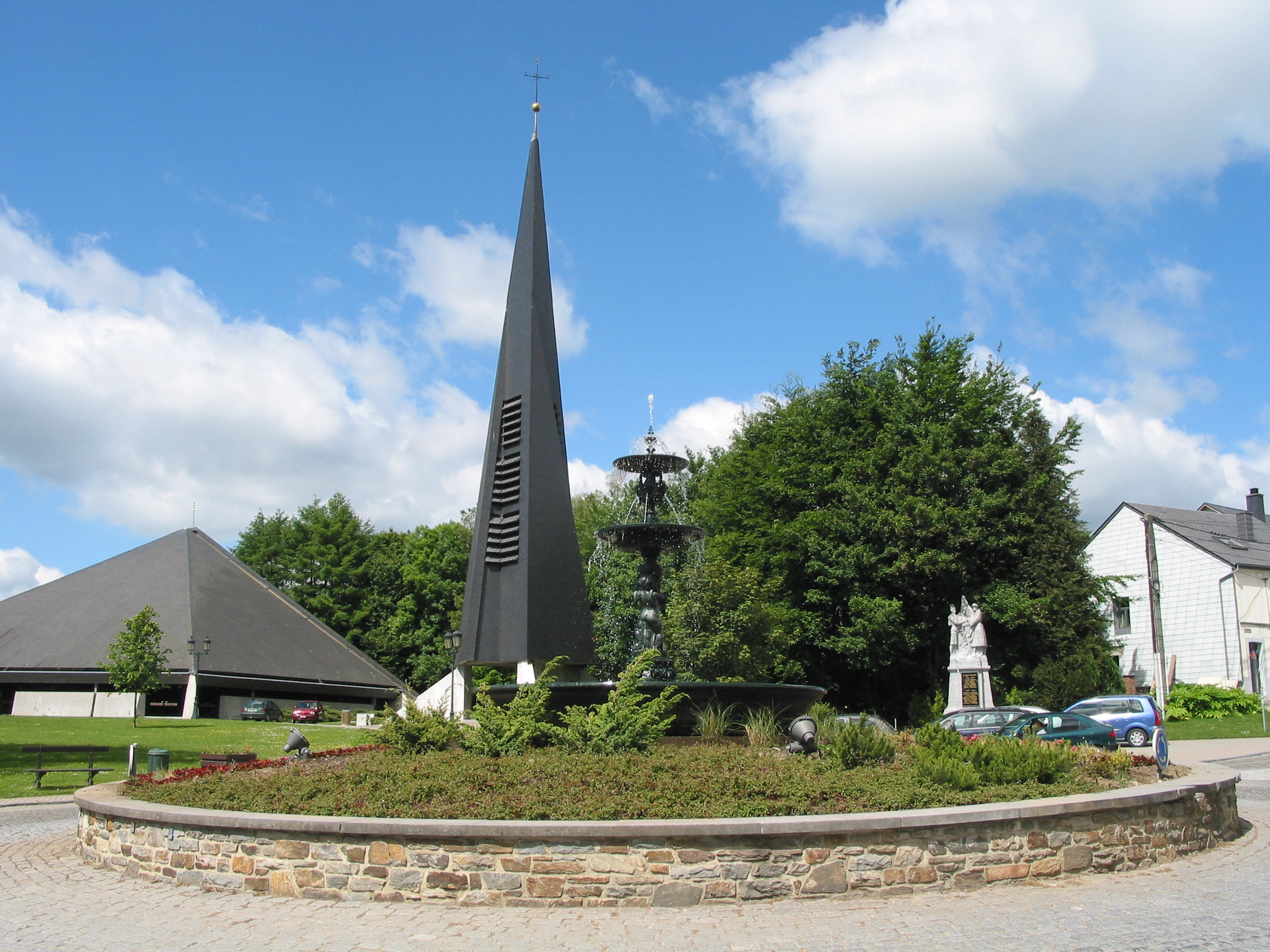
Neue Kirche